# Гръцко въстание в Македония (1878)
Гръцкото въстание в Македония от 1878 година (на гръцки: Μακεδονική επανάσταση του 1878, Македонско въстание от 1878; опит за въстание според български историци) е поредица от неуспешни бунтове на гръцкото население срещу османската власт в южната част на областта, инспирирани от Гърция по време на Източната криза 1876 – 1878 година. Чрез тях гръцката държава заявява претенциите си за анулиране на договора от Сан Стефано и изтласкване на българския етнически елемент от Македония.

## Предпоставки
До началото на Източната криза Гърция се придържа към политика за мирно разрешаване на националния си въпрос в духа на мегали идеята. През 70-те година се създават революционните дружества Братство и Национална отбрана, в които членуват редица значими гръцки общественици, и които в май 1878 година се сливат в Централен комитет, който избира революционен Македонски комитет. След края на Цариградската конференция през 1876 година те започват подготовка за въоръжено въстание със знанието на министър-председателя Александрос Кумундурос. С избухването на Руско-турската война от 1877-1878 и нахлуването на руската армия в европейските османски владения в Гърция се засилва желанието за вдигане на въстания в Епир, Тесалия и Македония. В началото на 1878 гръцки части нахлуват в Тесалия, но са принудени да се оттеглят, след като Русия и Османската империя сключват примирие.

## Олимпийско въстание
За изпращане на чети в Македония работи старият революционер Леонидас Вулгарис, син на Анастас Българин, но при Източната криза от 1877 – 1878 година гръцкият Македонски комитет и гръцката държава от самото начало отхвърлят възможността за въстание в Македония, оглавено от Вулгарис, „поради тесните връзки, които той поддържа със славяните“. Въпреки това на 26 декември 1877 година/7 януари 1878 година със 150 души тръгва с кораб за района на Катерини – Олимп, за да се присъедини към готвеното гръцко въстание в Македония, но лошите атмосферни условия не позволяват дебаркиране.
На 19 февруари (3 март нов стил) 1878 година с подкрепата на гръцката държава избухва въстанието в Литохоро край Олимп. Оглавено е от Космас Думбиотис, който с 500 души е транспортиран по море с гръцките кораби „Идра“ и „Византио“. Думбиотис дебаркира при Скала и овладява Литохоро. Пристигането на Думбиотис кара района да въстане и на 20 февруари/2 март Михалис Дзимас и Милтиадис Апостолидис с помощта на хора от Лептокария, Скотина и Пантелеймон, овладява Платамонската крепост. Образувано е привременно правителство, начело с Евангелос Коровангос, което обявява присъединяването на Македония към Гърция и известява за това консулите на европейските държави в Солун. До 4/16 март бунтът е потушен. Някои гръцки чети остават в района и в края на 1878 година, като се отдават на грабежи, включително и над гръцкото население.
Известни са опити на ръководителите на българското въстание в Кресна и Разлог да установят сътрудничество с тези отряди. В района на Олимп е изпратен с четата си войводата Георги Караискаки, който продължава да действа в Тесалия и през лятото на 1879 година.

## Четническо движение в Югозападна Македония
На 18 февруари в планината Червена гора (Вуринос) е образувано „Привременно правителство на македонската провинция Елимия“, начело с Йоанис Говедарос - председател, секретар Анастасиос Пихеон и военен ръководител на отряд от 500 души Йосиф Лятис. Главното му искане е отмяната на договора от Сан Стефано. Привременното правителство отправя апел до гръцкото правителство за присъединяване на кожанско-костурския район към Гърция. Бунтовниците получават помощ от Гърция, която иска да покаже, че териториалните ѝ претенции не се изчерпват само в Крит, Епир и Тесалия. Според гръцки източници около 15 000 души участват в бунтовете в Югозападна Македония между градовете Кожани и Битоля до зимата на същата година.
Четническото движение има гръцки национално-политически цели, но четите са съставени от харамии и често се занимават с разбойничество. Според доклад от руското консулство в Солун до посолството в Цариград четите при Олимп и в окръзите Костурски, Караферийски и други, съставени от гърци и власи, ограбвали населението, докато неголеми политически чети, въоръжени от атинските комитети, работят за въстание в Епир и Тесалия. Гръцко-албански чети се появяват и между Битоля и Воден и ограбват пътници и отвличат имотни хора за откуп.